# Ívar Orri Kristjánsson
Ívar Orri Kristjánsson (Borgarnes, 18 juni 1989) is een IJslands voetbalscheidsrechter. Hij is in dienst van FIFA en UEFA sinds 2018. Ook leidt hij sinds 2013 wedstrijden in de Úrvalsdeild.
Op 28 september 2013 leidde Kristjánsson zijn eerste wedstrijd in de IJslandse nationale competitie. Tijdens het duel tussen ÍB Vestmannaeyja en Þór Akureyri (1–2) trok de leidsman vijfmaal de gele kaart, waarvan twee aan dezelfde speler. Ook trok hij eenmaal direct rood. In Europees verband debuteerde hij op 11 juli 2018 tijdens een wedstrijd tussen Fola Esch en KF Pristina in de eerste voorronde van de UEFA Europa League; het duel eindigde in 0–0 en Kristjánsson gaf driemaal een gele kaart. Zijn eerste interland floot hij op 7 juni 2021, toen Faeröer met 5–1 verloor van Liechtenstein. Tijdens deze wedstrijd deelde de IJslander twee gele prenten uit.

## Interlands
| Datum       | Plaats            | Wedstrijd               | Uitslag | Competitie        | Kreeg geel | Kreeg voor de tweede keer geel en dus rood | Weggestuurd |
| ----------- | ----------------- | ----------------------- | ------- | ----------------- | ---------- | ------------------------------------------ | ----------- |
| 7 juni 2021 | Tórshavn, Faeröer | Faeröer – Liechtenstein | 5 – 1   | Vriendschappelijk | 2          | 0                                          | 0           |

Laatst aangepast op 16 september 2022.